# Красный Перекоп (фабрика)
ОАО Ярославский комбинат технических тканей «Кра́сный Переко́п» (до 1918 года — Яросла́вская Больша́я мануфакту́ра) — предприятие текстильной промышленности в Ярославле, старейшее предприятие в городе.

## История
Ярославская полотняно-бумажная мануфактура основана 28 июня (9 июля) 1722 года купцом гостиной сотни Иваном Максимовичем Затрапезновым, положив начало распространению в России полотняной промышленности. Фабрика была построена на окраине пригородного села Меленки за рекой Которослью и состояла из двух комплексов на берегах Кавардаковского ручья: выше по течению находился Полотняный двор (на месте современного Петропавловского парка), ближе к устью — бумажное производство. Государством мануфактуре была безвозмездно выделена земля, разрешено приглашать для производства работ мастеровых людей как из России, так и из-за границы и с их согласия навсегда приписывать к фабрике.

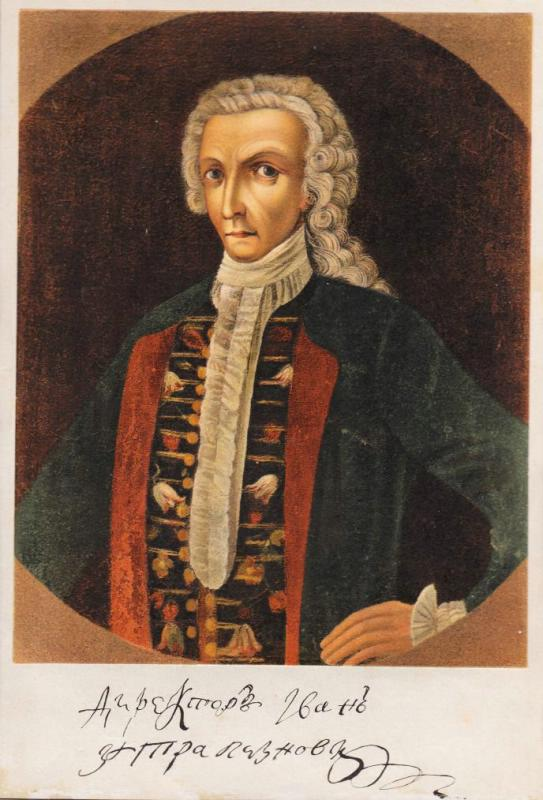
Парсунные портрет И. М. Затрапезного XVIII в.

В 1731 году последовал Высочайший указ «чинить Затрапезновым всякое вспомоществование и обид, и налогов не только самим не чинить, но и от других по возможности охранять под опасением гнева Ея Императорского Величества».
Мануфактура занималась производством салфеточного белья, скатертей, полотенец, нахтышей, коломенки, тика, дебурета, саржи, канифаса, волнистого полотна, фламских полотен и равендука, а кроме того, производила дешёвую грубоватую льняную или пеньковую ткань, большей частью с синими полосами — эту ткань, пользующуюся у бедного простого люда большим спросом, в народе прозвали по фамилии купеческой семьи затрапезом, затрапезой, затрапезником — слово, утеряв первоначальный смысл, сохранилось до сих пор.
В 1741 году полотняная мануфактура отошла к сыну основателя — Алексею Затрапезнову и стала называться Ярославской Большой мануфактурой. Бумажное производство унаследовал брат основателя, оно стало называться Малой мануфактурой.
В 1764 году мануфактура была продана внуком основателя Савве Яковлевичу Яковлеву, при котором, равно как и при его наследниках, она постепенно развивалась, производила изделия, известные не только в России, но и в Европе.

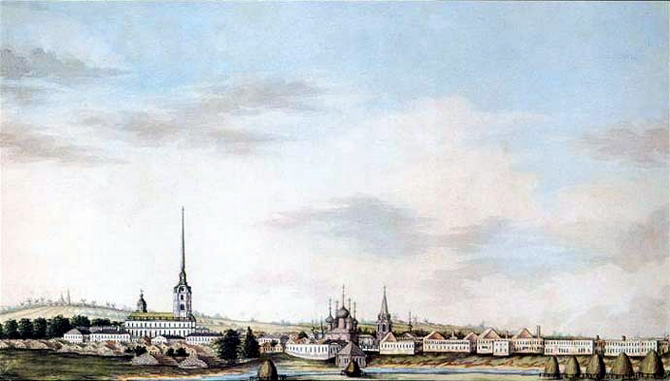
Белоногов И. М. Вид Большой мануфактуры со стороны Которосли в конце 1850-х годов

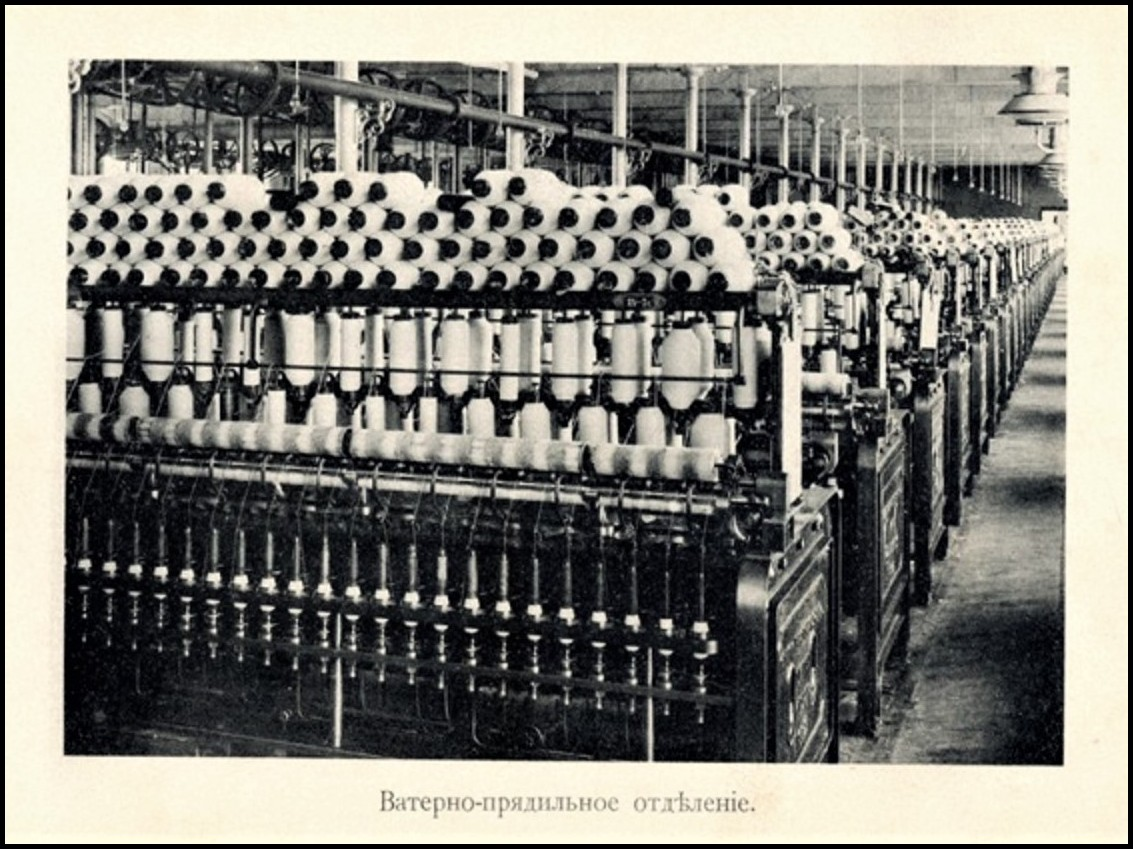
Ватерно-прядильное отделение в 1910 г.

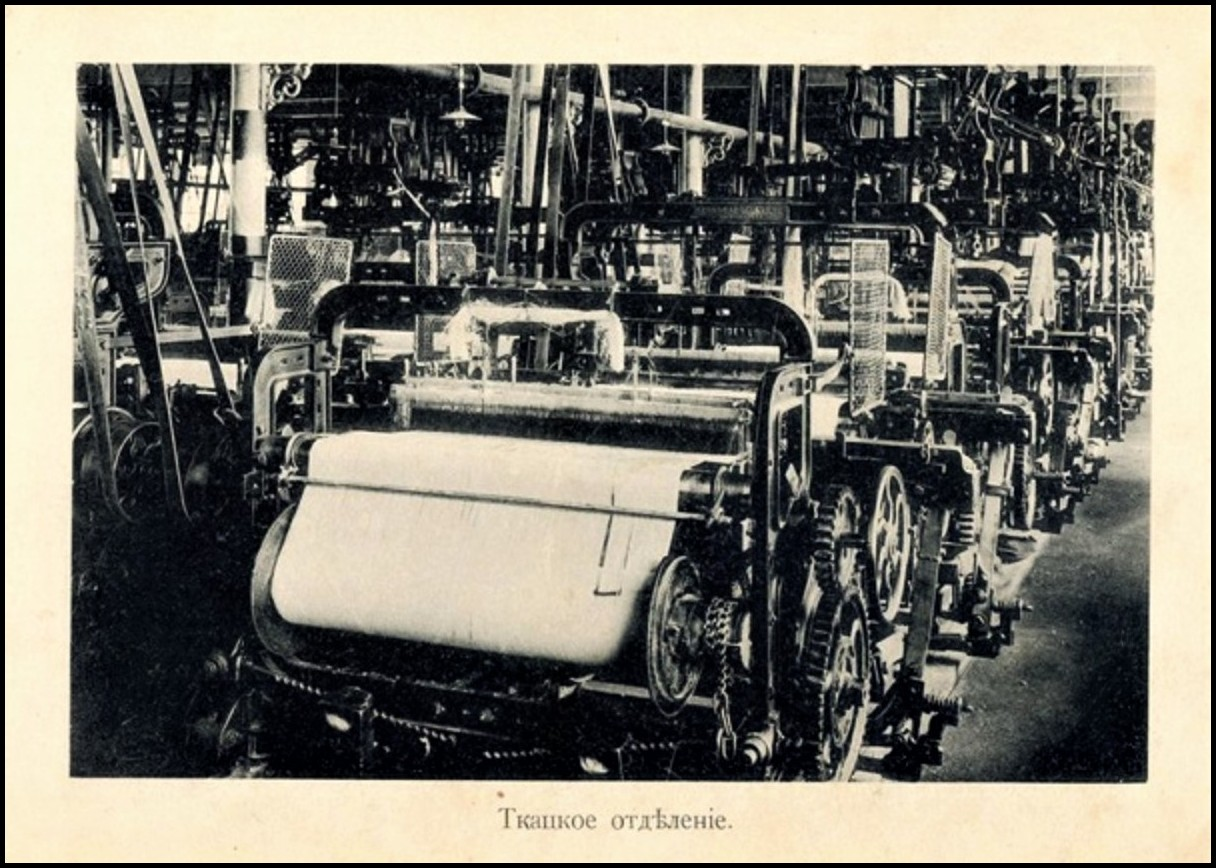
Ткацкое отделение в 1910 г.

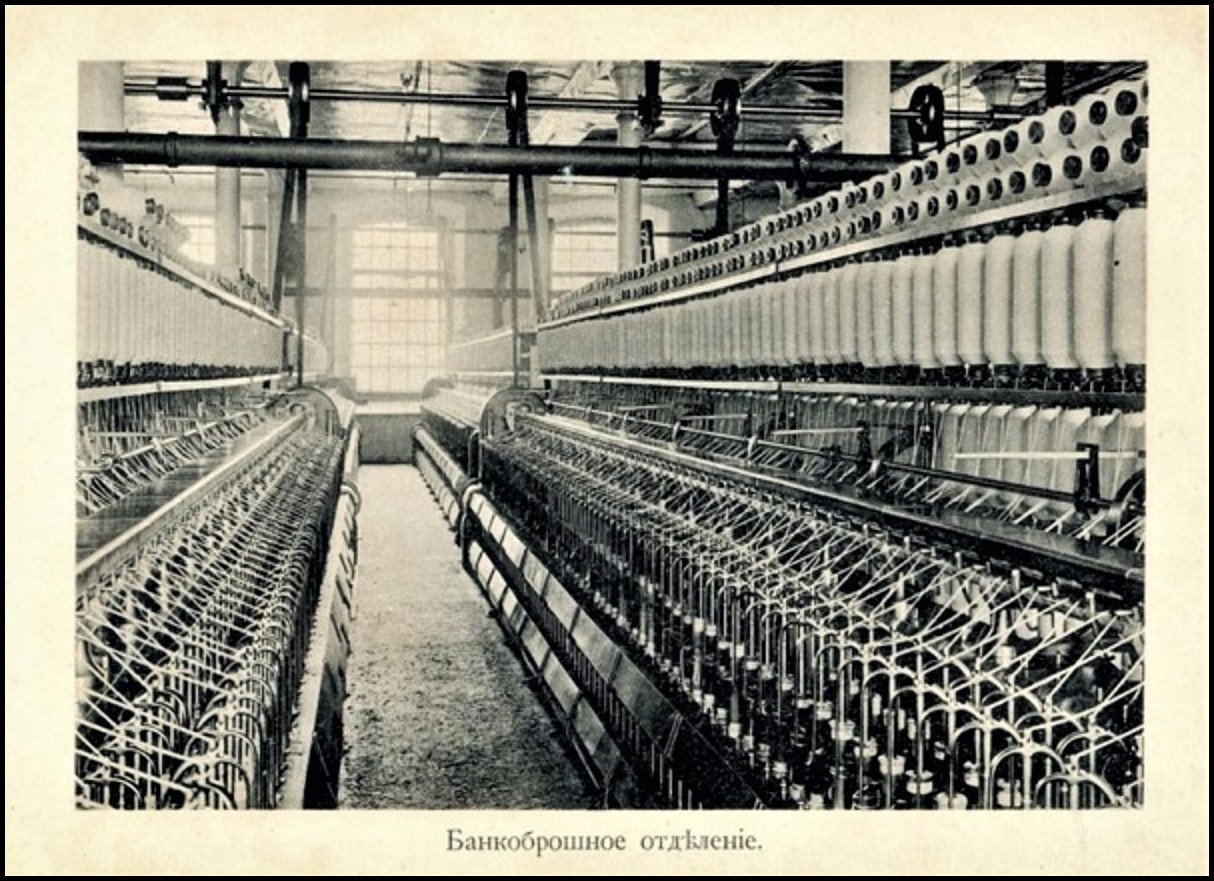
Банкоброшное отделение в 1910 г.

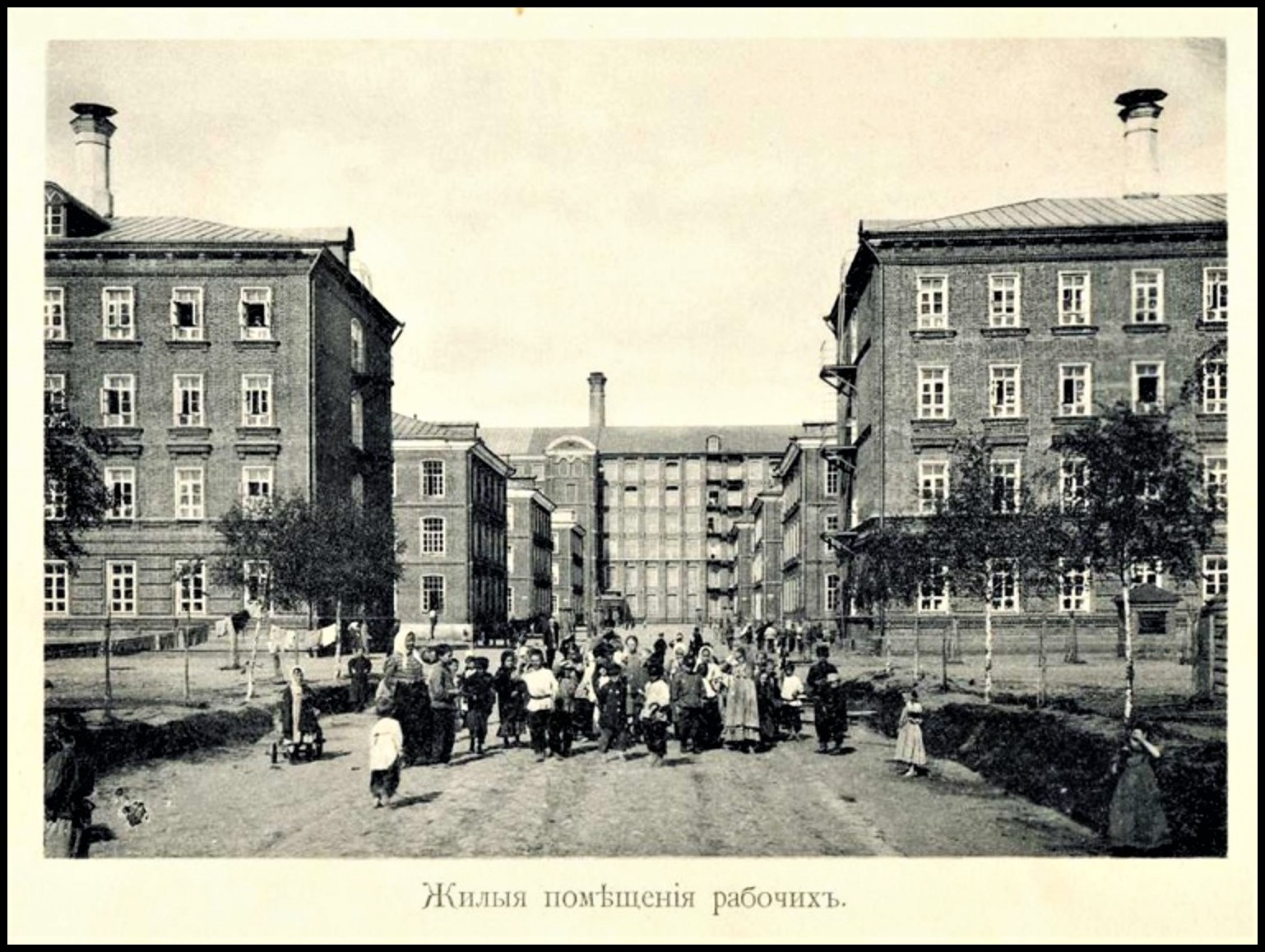
Жилые дома для рабочих. 1910 г.

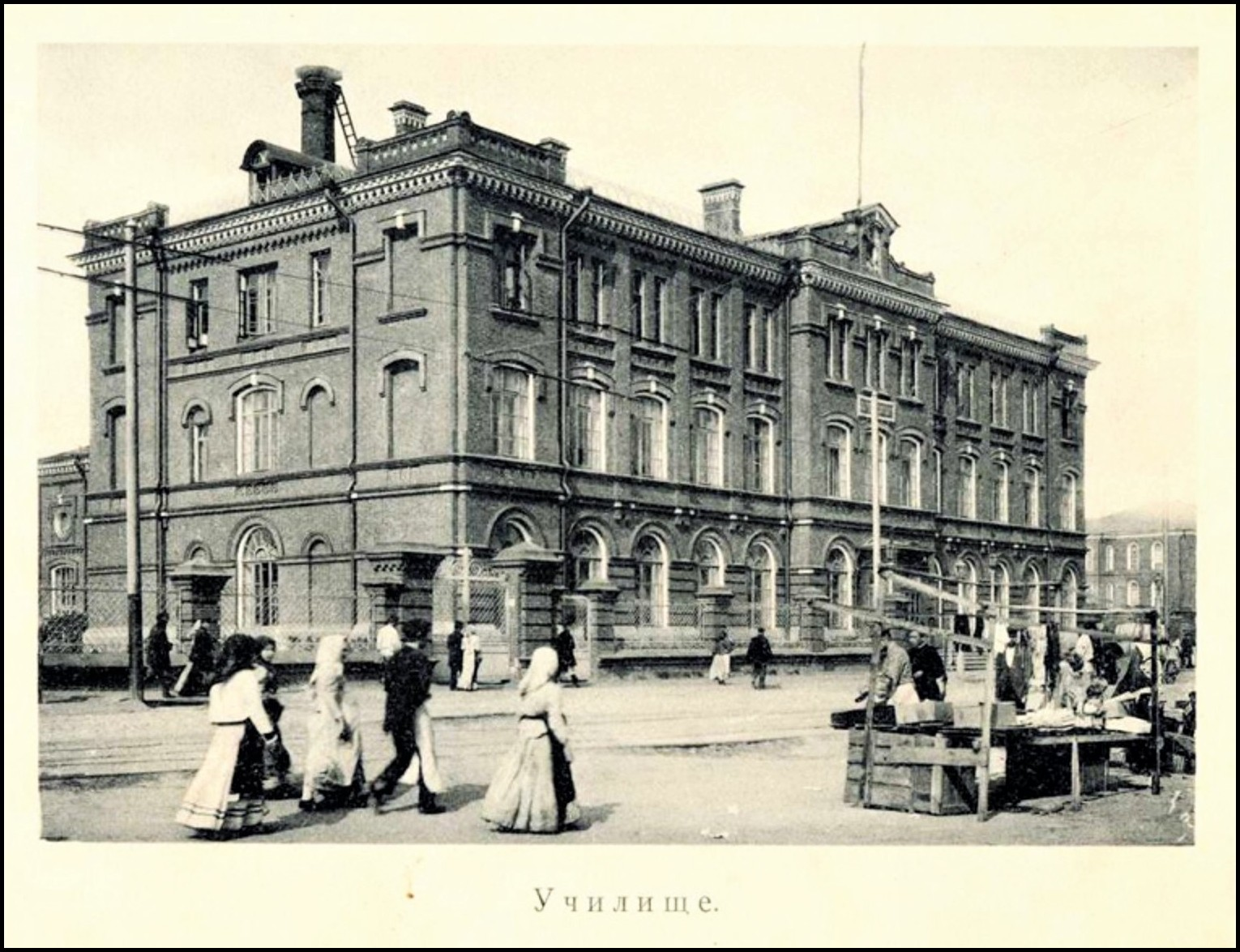
Училище ЯБМ. 1910 г.

Мануфактура пользовалась особенным вниманием российских монархов и других августейших особ, которые, приехав в Ярославль, посещали из местных промышленных предприятий именно её. Так, её осматривали Екатерина II (27 мая (7 июня) 1763 и 10 (21) мая 1767), Александр I (21 августа (2 сентября) 1823), Пётр Ольденбургский (13 (25) ноября 1831), Николай I (16 (28) ноября 1831), будущий император Александр II (10 (22) мая 1837). Со времён Екатерины II и до середины XIX века мануфактура поставляла свои изделия к Высочайшему Двору.
Мануфактура вырабатывала суконных изделий на сумму от 0,5 до 1,1 млн рублей ассигнациями в год.
В 1818 году были отменены некоторые привилегии мануфактуры.
В 1844 году выгорела большая часть зданий фабрики, и с того времени производство значительно сократилось: с 1853 года приготовлялось на ней изделий только на 35 тысяч рублей в год.
В 1857 году фабрика со всеми принадлежащими к ней зданиями, землёй, угодьями и привилегиями куплена московским купцами Иваном Андреевичем и Андреем Александровичем Карзинкиными в доле с петербургским купцом Гавриилом Матвеевичем Игумновым (1805—1888) за 85 тысяч рублей.
В 1858 году учреждено паевое Товарищество Ярославской Большой мануфактуры (с 1887 года — торгово-промышленное товарищество). Строятся новые корпуса на берегу Которосли. Старые здания полотняной фабрики разбираются на кирпич и камень, которые используются для постройки новых зданий.

В 1857 году И. А. Карзинкин купил «Ярославскую Большую мануфактуру» и сразу же построил новую фабрику на 40 тыс. веретен, в 1878 году прибавлено 70 тыс., а три года спустя прибавлено ещё 57 тыс. В 1887 году приступили к постройке новой ткацкой фабрики дополнительно к основанной ещё в 1868 году «старой». С этих пор мануфактура постоянно расширялась, так что в начале 1914 года товарищество мануфактуры имело 309’954 прядильных и 10’804 крутильных веретена при 1’912 ткацких станках. По количеству веретен прядильная фабрика занимает 2-е место в России. Годовая выработка пряжи около 850 тыс. пудов, а тканей около 500 млн аршин, что суммарно составляло приблизительно 18 млн рублей. Число рабочих доходит до 11’300 человек. Состав тогдашнего правления: Александр Андреевич Карзинкин, Михаил Сергеевич Карзинкин и Николай Васильевич Скобеев; управляющий фабрикою — Алексей Флегонтович Грязнов, который являлся преемником профессора Семена Андреевича Фёдорова. Имущество за вычетом погашения, которое в балансе не обозначено, при земельном и лесном фонде в 71’774 десятины, оценивается в 2' 292’300 рублей.

Хозяева Ярославской Большой мануфактуры, среди которых был и Николай Васильевич Игумнов, благотворительствовали и храму Петра и Павла при мануфактуре и его прихожанам:

в 1880 году в теплой церкви проводились значительные поновительные работы на средства владельцев Ярославской Большой мануфактуры Андрея Александровича Карзинкина и Николая Васильевича Игумнова, пожертвовавших на эти цели более шестнадцати тысяч рублей. Стены храма были расписаны «под вид дикого мрамора», позолочен иконостас, поставлены новые иконы, серебряная утварь, облачения, паникадило, сделаны изразцовые печи и чугунные полы. Ранее «скудный, мрачный и обветшалый храм» преобразился.

На пожертвованные ими 4500 рублей был заново переделан шпиль храма, пострадавший от сильной бури в 1884 году. В 1887 году под наблюдением архитектора Н. И. Поздеева прежняя деревянная лестница в храм верхнего этажа заменена мраморной. В 1887—1888 годах свод летнего храма был расписан художниками Н. Егоровым и Катасевым.

были постоянными благодетелями и дарителями Николо-Мельницкого храма и заложили новую церковь:

С начала XVII века в Николо-Мельницкой церкви велся Синодик, в котором, наряду с именами для поминовения, на протяжении трех столетий записывались важные события в жизни прихода, города, страны. Этот источник, опубликованный о. Димитрием Предтеченским в 1908 г., представляет редкую для Ярославля возможность год за годом восстановить те события, которые прихожане считали примечательными. В 1890-х годах правление Товарищества Ярославской Большой мануфактуры решило возвести новую церковь. Однако закладка храма по проекту академика архитектуры А. И. Васильева состоялась лишь 27 июля 1904 года, а сооружение его завершили в 1908 году — к 50-летнему юбилею фабрики в знак выражения благодарения Господу Богу за её благополучное существование. Торжественное освящение храма состоялось 5 октября 1908 года, его престолы — главный во имя Иоанна Постника, придельные — во имя Андрея Критского (справа) и Архангела Гавриила (слева) — посвятили святым, соименным учредителям Товарищества, на чьи средства сооружалась церковь, — Ивану Андреевичу и Андрею Александровичу Карзинкиным и Гавриилу Матвеевичу Игумнову. Новая церковь могла вместить до трех тысяч человек..

Первые годы «Ярославская Большая мануфактура», как все тогдашние русские фабрики, работала на иностранных хлопках, по преимуществу — американских; затем, когда, после присоединения Туркестанского края и покорения Хивы (в 1873 году), на русских хлопковых рынках начал появляться среднеазиатский хлопок, товарищество тотчас же обратило на него своё внимание и начало применять у себя на фабрике.

Хозяева приобретают земли в Туркестане, в Ташкенте и Ферганской области.

Параллельно с организацией в Средней Азии хлопкоочистительного дела, высокие технические достоинства волокна хлопка, выращенного в Средней Азии из американских семян, выдвинули, в своё время, вопрос о создании в Средней Азии культуры хлопка из американских семян. Инициатива дела принадлежала как правительственным органам края, так и первым русским хлопководам: было устроено несколько казенных и частных опытных плантаций, для коих семена выписывались непосредственно из Америки. Товарищество «Ярославской Большой мануфактуры» не замедлило создать собственные плантации, преследовавшие цель культуры американского хлопка не только для потребностей своей фабрики, но и для распространения хороших семян среди туземного населения, независимо от раздачи товариществом настоящих американских семян, выписываемых им для этой цели из Америки значительными партиями.

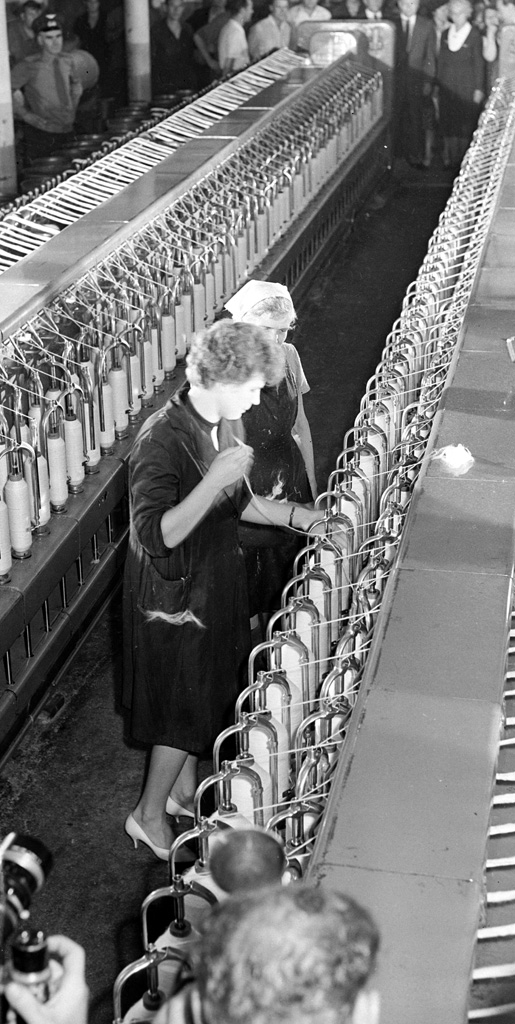
Прядильный цех в 1964 году

Многие фабричные рабочие были талантливыми умельцами. И те изделия, которые ещё каких-нибудь лет 10 назад ввозили из-за границы за большие деньги, теперь изготовлялись здесь в России на ЯБМ. Продукция мануфактуры становилась все более разнообразной и отличалась яркостью расцветки, прочностью, добротной и изящной выделкой. Фабричные художники создавали сложные и оригинальные рисунки, выполняемые цветными нитками. Большой известностью пользовались скатерти с видом Ярославля, скатерти, украшенные цветами и т. д. столовое бельё поставлялось ко двору Её Императорского Величества. На изделия ЯБМ был большой спрос не только на внутреннем рынке, но и за границей, неизменно они получали высокую оценку.
В начале XIX века английские купцы скупали изделия ЯБМ, ставили свои клейма и затем перепродавали.

К началу XX века территория бывшего Полотняного двора, полностью освобождённая от производственных зданий, стала общественным садом, получившим название Петропавловский двор. Заведующим отделом фабричного бумагопрядильного производства мануфактуры был инженер-технолог Ч. Я. Бейн.
В 1918 году фабрика была национализирована. В 1920 году переименована в Ярославскую прядильно-ткацкую фабрику Главного управления текстильной промышленности ВСНХ. В 1922 году снова переименована — в «Красный Перекоп», в честь победы Красной армии над Русской армией на Перекопском перешейке.
В 1943 году предприятие перешло на выпуск технических тканей. В 1947 году за успехи в годы войны и в связи с 225-летием предприятие было награждено Орденом Ленина и в 1948 году переименовано в Государственный Всесоюзный ордена Ленина комбинат технических тканей «Красный Перекоп».
С 1962 года стали применяться синтетические волокна и нити. В 1972 году за высокие экономические показатели, освоение новых видов продукции и в связи с 250-летием комбинат был награждён Орденом Октябрьской Революции.

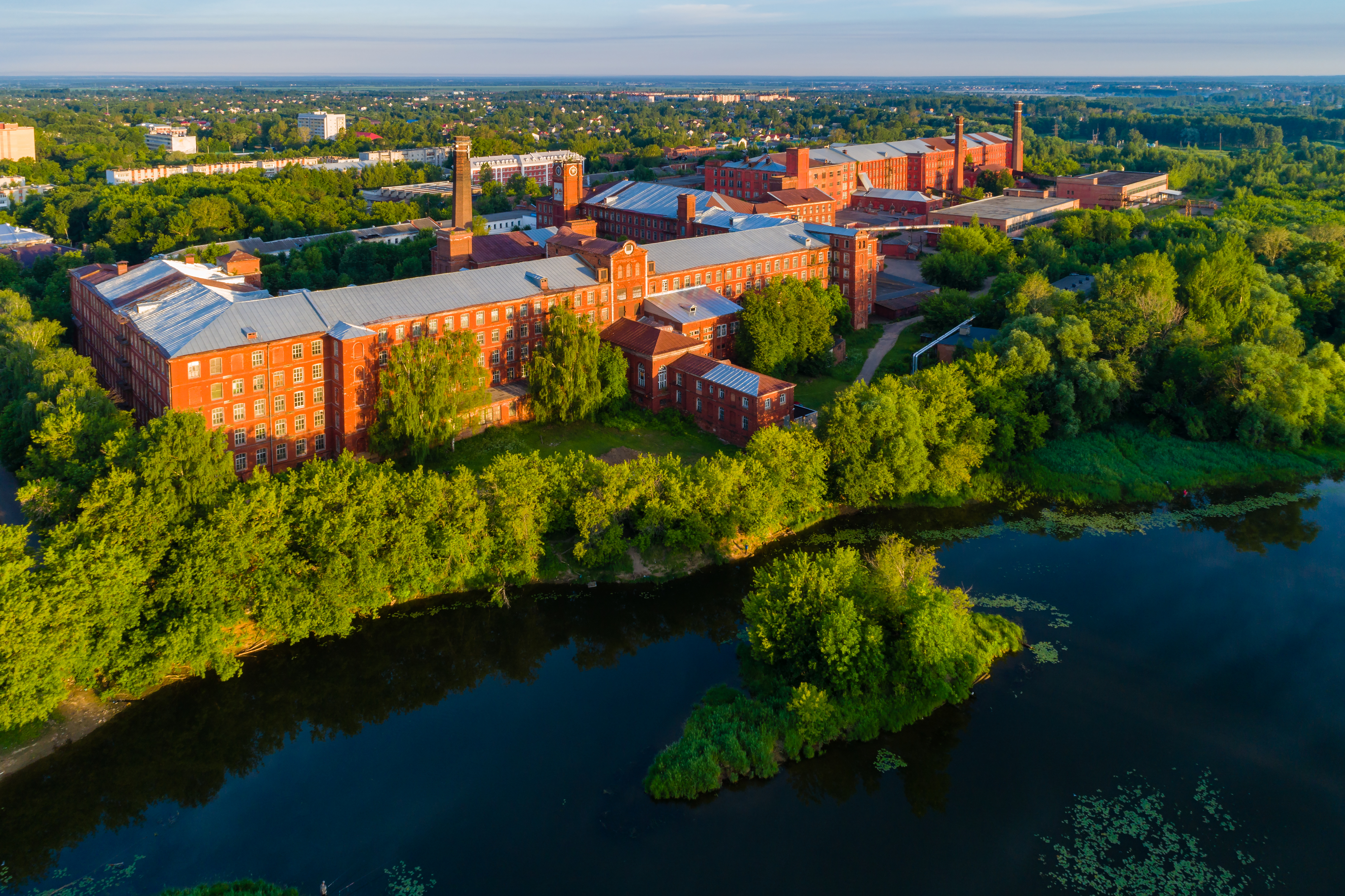
Современный вид на здания ЯБМ

## Современность
«Красный Перекоп» производит технические ткани, нитепрошивные полотна, полотна из хлопчатобумажных, химических и комбинированных нитей; одиночную, кручёную и ровничную пряжу; технический хлопчатобумажный шнур; кручёные нити и кордшнуры.
Основное производство составляют цех прядения и крутильно-ткацкий цех.

## Руководители
- 1918—1926 — Синявин Алексей Семёнович (1879—1957)
- 1935—1937 — Лев Леонид Викторович (1892—1954)
- 1937 — Чернышев Павел Яковлевич (1896 — расстрелян 6.10.1938)
- 1937—1942 — Сметанин Павел Игнатьевич (1910—?)
- 1942—1945 — Мурсаев Хафиз Атауллович (1904—?)
- 1945—1953 — Кустарев Григорий Тимофеевич (1907—?)
- 1953—1970 — Могутнов Михаил Алексеевич (1908—?)
- 1970—1979 — Черепнин Сергей Иванович (1919—?)
- 1979—1996 — Башмашников Абрам Семёнович (1929—2011)
- 1996 — настоящее время — Шелкошвейн Пётр Алексеевич